# Tom Regan
Tom Regan, född 28 november 1938 i Pittsburgh, Pennsylvania, död 17 februari 2017 i North Carolina, var en amerikansk filosof, tillsammans med Peter Singer den mest kände djurrättsfilosofen. De var dock starkt oense om flera etiska, akademiska grundfrågor vad gäller djurens rätt.
Regan tog examen vid det lutherska Thiel College i Pennsylvania 1960 och blev Ph.D. vid University of Virginia 1966. Mellan 1967 och 2001 undervisade han som professor i filosofi på North Carolina State University. Med inspiration från bland annat filosofen Immanuel Kant ägnade han en stor del av sitt arbete åt att utarbeta en moralisk grundval för människans förhållningssätt till djuren, som han likt människan benämner livssubjekt, och han menade att liksom vi har mänskliga rättigheter, vilka ju även innefattar t.ex. likt djuren värnlösa spädbarn, så bör vi också finna en filosofisk och praktisk grund för liknande djurs rättigheter. Han formulerade sina analyser i ett flertal skrifter, däribland A Case for Animal Rights (1983), och dessa har fungerat som en akademisk grundval för många djurrättsaktivister och veganer/vegetarianer internationellt, vilket han också själv var.